# HD 21899
HD 21899 (z Eridanus) é uma estrela na direção da Eridanus. Possui uma ascensão reta de 03h 30m 13.59s e uma declinação de −41° 22′ 10.3″. Sua magnitude aparente é igual a 6.12. Considerando sua distância de 111 anos-luz em relação à Terra, sua magnitude absoluta é igual a 3.46. Pertence à classe espectral F7V.